# Antonino Pagliaro
Antonino Pagliaro (* 1. Januar 1898 in Mistretta; † 6. Dezember 1973 in Mistretta) war ein italienischer Iranist, Gräzist, Linguist und Sprachphilosoph.

## Leben und Werk
Pagliaro studierte in Palermo bei Giovanni Gentile und Cosmo Guastella, dann in Florenz bei Girolamo Vitelli und Giorgio Pasquali, schließlich in Heidelberg und Wien bei Christian Bartholomae und Paul Kretschmer. Er war von 1925 bis 1929 Chefredakteur der Enciclopedia Italiana (unter der Leitung von Gentile). Von 1927 bis 1968 lehrte er (ab 1930 als Ordinarius und Nachfolger von Luigi Ceci, 1859–1927) an der Universität Sapienza in Rom Geschichte der klassischen Sprachen, ab 1936 Sprachwissenschaft, ab 1951 auch Sprachphilosophie (Von 1944 bis 1946 war er suspendiert). Politisch stand er Mussolini nahe, nach dem Krieg dem Partito Monarchico Popolare.
Pagliaro erforschte in erster Linie das Alt- und Mitteliranische sowie das klassische Griechisch, griff aber von da auf das klassische und mittelalterliche Latein und Italienisch aus und wandte sich intensiv Dante zu. Seine sprachtheoretische Position verband Strukturalismus und Idealismus und kehrte damit gleichsam zu Wilhelm von Humboldt zurück, von dem beide Richtungen ausgehen (Christmann 1981, S. 270). Pagliaro hatte einen Kreis von Schülern, zu denen Tullio di Mauro (der selbst Pagliaro zum Lehrer hatte) folgende Namen rechnet: Vittore Pisani, Giuliano Bonfante, Mario Lucidi, Walter Belardi, Marcello Durante (sein Nachfolger in Rom), Rita D’Avino, Carlo De Simone, Anna Morpurgo Davies, Elio Durante, Anna Martellotti, Federico Albano Leoni, Giorgio R. Cardona. Pagliaro beeinflusste ferner die Sprachtheorie von Eugenio Coseriu.
Pagliaro war Mitglied der Accademia dei Lincei (ab 1966).

## Werke (in Auswahl)
- Epica e romanzo nel Medioevo Persiano, Florenz 1927
- Sommario di linguistica arioeuropea, Rom 1930
- Il fascismo: commento alla dottrina, Rom 1933 (spanisch: 1938)
- La scuola fascista, Mailand 1939
- (Hrsg.) Dizionario di Politica, 4 Bde., Rom 1938–1940 (unter der Schirmherrschaft des Partito Nazionale Fascista)
- La dottrina linguistica di Dante, in: Quaderni di Roma, anno I, novembre 1947, fasc. 6
- Teoria dei valori politici, Rom 1950
- Il segno vivente, Turin 1952, 1969
- Saggi di critica semantica, Messina/Florenz 1953
- Cenere sull’olimpo, Florenz 1954 (Roman)
- La «Barunissa di Carini»: stile e struttura, Florenz 1956
- I primordi della lirica popolare in Sicilia, Florenz 1956, 1987
- La parola e l’immagine, Napoli 1957
- Poesia giullaresca e poesia popolare, Bari 1958
- La Dottrina linguistica di G. B. Vico, in: Accademia Nazionale dei Lincei, 1959, S. 380–486.
- (zusammen mit Alessandro Bausani) Storia della letteratura persiana, Mailand 1960
- Alessandro Magno [Alexander der Große], Turin 1962
- (zusammen mit Walter Belardi) Linee di storia linguistica dell’Europa, Rom 1963
- La Divina Commedia nella critica. Introduzione e saggi scelti ad uso delle scuole, Messina/Florenz 1965–1966
- Ulisse. Ricerche semantiche sulla Divina Commedia, 2 Bde.,  Messina/Florenz 1967
- Lingua parlata e lingua scritta, in:  Atti del convegno di studi su lingua parlata e lingua scritta (Bollettino del Centro di studi filologici e linguistici siciliani 11), Palermo 1969 (45 Seiten)
- Ironia e verità, Mailand 1970
- (zusammen mit Tullio de Mauro) La forma linguistica, Milano 1973
- Storia della linguistica, Palermo 1993 (postum)
- Commento incompiuto all’Inferno di Dante : canti 1.-26, hrsg. von Giovanni Lombardo,  Rom 1999